# Edchera
Edchera (traslitterata anche come Dchira o Dcheira) è un centro abitato del Sahara Occidentale vicino e a nord dello Uadi di Seguia el Hamra.

## Geografia fisica
È situata pochi chilometri a nord est dello Uadi di Seguia el Hamra della cui regione fa parte. La città è all'interno del primo muro marocchino.
La sua altitudine è di 96 m s.l.m.

## Storia
Durante la guerra dimenticata in cui la Spagna perse il territorio di Ifni, vi fu una imboscata dei Saharawi e dei marocchini. La Legione spagnola, il 13 gennaio 1958, ebbe nello scontro 37 morti e 49 feriti. Senza copertura aerea efficiente, furono affiancati nei giorni successivi dall'appoggio aereo francese e dal supporto di 5.000 soldati della Legione straniera francese. L'imboscata avvenne il giorno successivo all'attacco di El Ayun. Dal mese successivo partì la riconquista spagnola del nord della colonia riportando i confini al punto di partenza.

## I campi per rifugiati a Tindouf
Una daira della wilaya di El Ayun porta il nome di Edchera nei campi per rifugiati di Tindouf

## Amministrazione

### Gemellaggi
- Santa Coloma de Gramenet
- Formigine
- Quartiere 1 Firenze